# Lorraine Downes
Lorraine Elizabeth Downes (Auckland, 12 de junho de 1964) é uma rainha da beleza neozelandesa e Miss Universo 1983.
Primeira e até hoje única Miss Universo daquele país, ela derrotou outras 79 candidatas de todas as partes do mundo. Bastante orgulhosa de conquistar tal evento para seu "pequeno país", a Nova Zelândia, ela foi uma excelente Miss Universo, que se tornou ainda mais bonita por exibir um visual moderno durante seu ano de reinado. no qual visitou cerca de 25 países ao redor do mundo.
Dois anos depois de passar sua faixa para a sueca Yvonne Ryding, em Miami, ela casou-se como jogador de Rugby Murray Mexted, casamento que durou até 2001 e lhe deu dois filhos. Casou-se novamente anos depois com o jogador de críquete Martin Crowe. Em 1986 abriu uma agência de modelos e de higiene escolar em Wellington, chamada Care Of Lorraine Models & Talent, que dirigiu até 1992 quando do nascimento de seu primeiro filho, Hilton, trabalhando depois como consultora de imagem.
Lorraine viveu por vários anos uma vida privada de relativa obscuridade, até voltar a ter grande exposição pública em 2006, quando participou e venceu o programa de televisão Dancing with the Stars. A partir daí ela tem se dedicado a ajudar a Child Cancer Foundation, organização sem fins lucrativos à qual ela representou durante a competição televisiva e que com sua vitória conseguiu receber cerca de 112 mil dólares em doações.